# Mae Moore
 Mae Moore (Brandon, Manitoba, Canadá) es una cantante y compositora canadiense. Su música mezcla géneros como el pop, el folk y el jazz. Su trabajo más conocido fue Bohemia, publicado en 1992, convertido en un éxito internacional. El resto de álbumes de Moore tuvieron igualmente éxito aunque fundamentalmente en el ámbito canadiense.

## Biografía
Nacida en Brandon (Manitoba), Moore estudió arte antes de mudarse a la Columbia Británica para dedicarse a la música.  Su primer éxito fue "Heaven in Your Eyes" un tema escrito junto a John Dexter, que más tarde grabó la banda Loverboy para la banda sonora de la película Top Gun de 1986.  Trabajó con Barney Bentall y Colin Nairne de la banda Barney Bentall and the Legendary Hearts, haciendo coros para el álbum Barney Bentall and the Legendary Hearts. Su trabajo junto a Bentall y Nairne dio sus frutos cuando CBS Records Canadá les ofreció un contrato discográfico.
El álbum debut de Moore, Oceanview Motel, se publicó en 1990. Fue producido por Bentall y Nairne y contó con la colaboración de reputados músicos del área de Vancouver como los miembros de la banda Spirit of the West.  Del álbum se extrajeron tres sencillos, entre los que destacó "I'll Watch Over You". Ese mismo año colaboró de nuevo con Bentall, haciendo coros en el tema "Life Could Be Worse" incluido en el álbum Lonely Avenue.
En 1991, Moore fue nominada a los Premios Juno en la categoría de Mejor promesa femenina. Ese mismo año viajó a Australia donde escribió los temas para su segundo álbum, Bohemia. Allí colaboró con Steve Kilbey, cantante de la banda australiana The Church, que produjo el álbum, que fue publicado en 1992.
El tercer álbum de estudio de Moore, último para CBS fue publicado en 1995 con el título de Dragonfly.  El álbum incluye su mayor éxito comercial "Genuine", que alcanzó el puesto número 6 en la lista de RPM en Canadá- Curiosamente y a pesar del éxito del sencillo, su discográfica no le renovó el contrato.
A finales de los 90, la cantautora Jann Arden propuso a Moore grabar un álbum en su discográfica, el resultado fue Mae Moore un disco homónimo al que siguió It's a Funny World, publicado en 2000.
En 2002, Moore realizó algunas actuaciones junto al músico folk Lester Quitzau.  Moore y Quitzau contrajeron matrimonio en 2002.  Juntos publicaron en 2004 el álbum Oh My!. 
Folklore, publicado en 2011, segundo álbum independiente de Moore, tuvo dos nominaciones a los Canadian Folk Music Awards. 

## Discografía
- 1990: Oceanview Motel
- 1992: Bohemia
- 1995: Dragonfly
- 1999: Mae Moore
- 2000: Collected Works 1989-1999
- 2000: It's a Funny World
- 2004: Oh My!
- 2011: Folklore